# Hilaira canaliculata
Hilaira canaliculata är en spindelart som först beskrevs av James Henry Emerton 1915.  Hilaira canaliculata ingår i släktet Hilaira och familjen täckvävarspindlar. Inga underarter finns listade i Catalogue of Life.